# Sarah Walsh
Sarah Walsh (Camden, New South Wales, 11 januari 1983) is een Australisch voormalig voetbalster. Ze was van 2004 tot en met 2012 international in het Australisch voetbalelftal, waarvoor ze 75 wedstrijden speelde en 38 doelpunten maakte.

## Clubcarrière
| Jaar        | Club                              |
| ----------- | --------------------------------- |
| -2008       | NSW Institute of Sport            |
| 2008        | Pali Blues                        |
| 2008 - 2009 | Sydney FC                         |
| 2009        | Sky Blue FC                       |
| 2009        | Saint Louis Athletica             |
| 2009 - 2012 | Sydney FC                         |
| 2012 - 2013 | Western Sydney Wanderers FC Women |